# 斯塔夫基 (伯沙德區)
48°22′55″N 29°46′49″E / 48.38194°N 29.78028°E
斯塔夫基（烏克蘭語：Ставки）是位於烏克蘭西部文尼察州裏海辛區的村莊，始建於1500年，面積35平方公里，海拔高度138米，2016年人口1,400，人口密度每平方公里40.97人。